# Bureau de vote

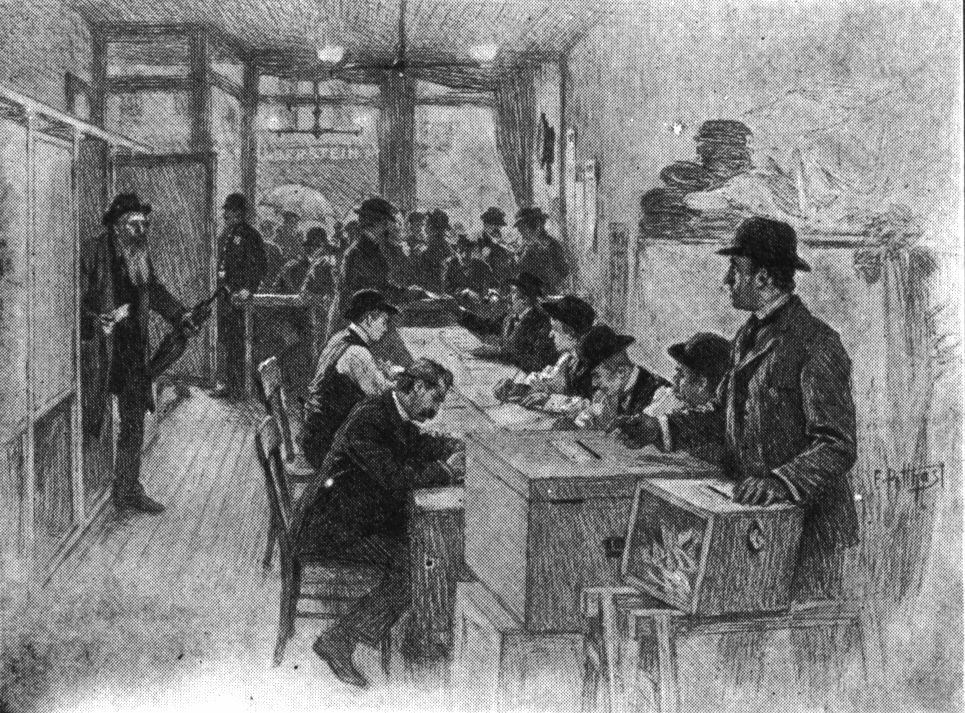
Un bureau de vote de New York, en 1900.

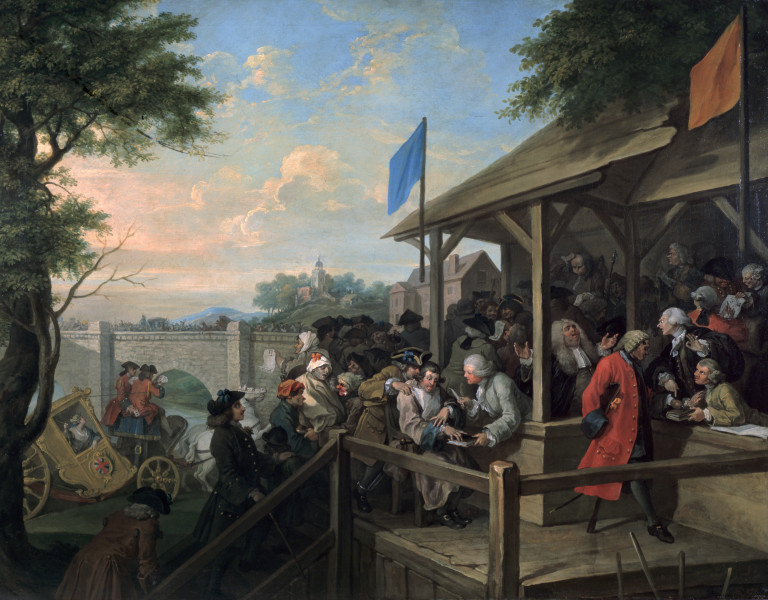
Un bureau de vote en Grande-Bretagne, vers 1750 - peinture satirique de style rococo, de William Hogarth.

En politique, un bureau de vote est une salle où l'on procède à un vote (élection nationale, élection locale ou référendum).

## En France
En France, les bureaux de vote sont le plus souvent aménagés à l'intérieur des hôtels de ville, des mairies de quartier et des écoles ou tout bâtiment approprié, désigné par arrêté préfectoral sur proposition du maire, responsable de l'organisation des élections dans la commune. Depuis 2005, le bureau de vote doit être accessible aux personnes handicapées.
On y trouve une table où sont déposés les bulletins de vote et les enveloppes, un ou plusieurs isoloirs et une table où sont installées l'urne et la copie de la liste électorale servant à recueillir les émargements des électeurs, ainsi que les personnes chargées d'assurer le bon déroulement du vote.
Les bureaux de vote ouvrent et ferment à des heures similaires, sauf dans les grandes villes et leur banlieue, où des arrêtés préfectoraux fixent des horaires plus larges.
C'est à la sortie des bureaux de vote que peuvent être réalisés les sondages « sortie des urnes », à partir desquels les instituts réalisent les estimations des résultats qui sont donnés à 20 h ou plus tard, après la fermeture des derniers bureaux en France métropolitaine.
Un bureau de vote est constitué d’un président (le maire, un adjoint au maire, et, lorsqu'il y a de nombreux bureaux de vote dans la commune, un conseiller municipal, voire toute personne mandatée par le maire lorsqu'il y a plus de bureaux de vote que d'élus), d’un secrétaire et d’au moins deux assesseurs représentant les candidats ou les listes
Toutes discussions et toutes délibérations des électeurs sont interdites à l'intérieur des bureaux de vote.
Le président du bureau de vote a seul la police de l'assemblée. Nulle force armée ne peut, sans son autorisation, être placée dans la salle de vote, ni aux abords de celle-ci.
C'est au sein du bureau de vote que sont dépouillés les résultats du scrutin par les scrutateurs, et dont le procès-verbal, signé par l'ensemble des membres du bureau ainsi que par les délégués des candidats, est transmis en préfecture pour compilation et contrôle.
Les ambassades françaises servent souvent de bureaux de vote aux français se trouvant à l'étranger.

## En Suisse
En Suisse, les bureaux de vote sont le plus souvent aménagés à l'intérieur de l'administration communale et dans les écoles. Chaque électeur reçoit par la poste son matériel de vote (bulletins de vote et carte d'électeur) et peut voter par correspondance par poste pour autant que l'enveloppe-réponse arrive en temps et en heure et soit pour la plupart des cas, affranchie suffisamment. Il est également possible de déposer son enveloppe-réponse dans les boîtes aux lettres de l'administration jusqu'au vendredi précédant le scrutin.
Les bureaux de vote ouvrent et ferment à des heures fixées par chaque commune, en général dès le vendredi soir pour quelques heures, toute la journée du samedi mais sont obligatoirement ouverts le dimanche, jusqu'à midi. Certains cantons font circuler des urnes itinérantes. Les cantons rendent possible le vote anticipé au moins pendant deux des quatre jours qui précèdent le jour du scrutin.
On y trouve un timbre pour valider les cartes, un ou plusieurs isoloirs et une table où sont installées deux ou plusieurs urnes, l'une pour les bulletins de vote et une autre pour la carte de légitimation, ainsi qu'une copie du registre des électeurs servant à recueillir les émargements des électeurs. Si plusieurs sujets sont soumis au vote, il se peut qu'il y ait une urne spécifique à chaque votation. Les personnes élues ou désignées par la législation communale, sont chargées d'assurer le bon déroulement du vote. Les électeurs doivent s'y rendre avec le matériel de vote envoyé par la poste en général un mois avant la date du vote. Dans certains cas, des bulletins de vote et des enveloppes sont mis à disposition sur une autre table.
Le bureau de vote est constitué d'après les Législations cantonales et communales en vigueur. Le dépouillement est public. Chaque commune transfère son décompte à la préfecture puis à la Chancellerie de son canton qui valide le vote ou l'élection, qu'elle soit d'ordre cantonal ou fédéral.